# Wendy Wiebe
Wendy Lynn Wiebe (St. Catharines, 6 de junio de 1965) es una deportista canadiense que compitió en remo.
Ganó seis medallas en el Campeonato Mundial de Remo entre los años 1984 y 1995. Participó en los Juegos Olímpicos de Atlanta 1996, ocupando el séptimo lugar en la prueba de doble scull ligero.

## Palmarés internacional
| Campeonato Mundial | Campeonato Mundial            | Campeonato Mundial | Campeonato Mundial      |
| Año                | Lugar                         | Medalla            | Prueba                  |
| ------------------ | ----------------------------- | ------------------ | ----------------------- |
| 1984               | Montreal (Canadá)             | Medalla de bronce  | Ocho con timonel ligero |
| 1990               | Tasmania (Australia)          | Medalla de bronce  | Doble scull ligero      |
| 1992               | Montreal (Canadá)             | Medalla de bronce  | Scull individual ligero |
| 1993               | Račice (República Checa)      | Medalla de oro     | Doble scull ligero      |
| 1994               | Indianápolis (Estados Unidos) | Medalla de oro     | Doble scull ligero      |
| 1995               | Tampere (Finlandia)           | Medalla de oro     | Doble scull ligero      |